# Cladotanytarsus furcatus
Cladotanytarsus furcatus är en tvåvingeart som beskrevs av Freeman 1961. Cladotanytarsus furcatus ingår i släktet Cladotanytarsus och familjen fjädermyggor. Inga underarter finns listade i Catalogue of Life.